# Wegensen
Wegensen ist ein Ortsteil der Gemeinde Halle im niedersächsischen Landkreis Holzminden.
Der Ort befindet sich in der Ithbörde im Weserbergland rund 2 km nördlich von Halle. Die B 240 verläuft 2 km entfernt südlich und am östlichen Ortsrand führt die Landesstraße 588 vorbei. Die Weser fließt 3 km entfernt westlich.

## Geschichte
Am 1. Januar 1973 wurde Wegensen in die Gemeinde Halle eingegliedert.